# Nacho Novo
Ignacio Javier Gómez Novo (Ferrol, La Coruña, España, 26 de marzo de 1979), conocido como Nacho Novo, es un futbolista español que juega como delantero en las filas del Biggleswade United Football Club en la Novena División inglesa.

## Trayectoria
Comenzó su carrera profesional en 1997 en la U. D. Somozas, equipo filial del Racing Club de Ferrol que competía en la Tercera División. En la temporada 1999-2000 fichó por la S. D. Huesca, donde permaneció durante dos temporadas y consiguió el ascenso a Segunda División B en la última de ellas.
De allí, se trasladó a Escocia para jugar en el Raith Rovers F. C. de la First Division. Una temporada después, fichó por el Dundee F. C. de la Premier League, donde militó durante dos campañas. Gracias a sus registros como goleador, los dos clubes del Old Firm se fijaron en él y Novo tomó la decisión de marcharse al Rangers F. C., con quien firmó en julio de 2004. En el Rangers conquistó tres Premier League, dos Copas de Escocia y tres Copas de la Liga. Además, tuvo varias participaciones en la Liga de Campeones y en la Copa de la UEFA, competición en la que consiguió un subcampeonato en la edición 2007-08 tras perder en la final ante el Zenit de San Petersburgo por 2-0.
En 2010, finalizó su contrato con el club escocés y fichó por el Real Sporting de Gijón de la Primera División de España. Su debut en la categoría se produjo en la jornada inaugural de la temporada 2010-11, celebrada el 30 de agosto de 2010, en un encuentro ante el Club Atlético de Madrid que finalizó con derrota sportinguista por 4-0; entró al campo en sustitución de su compañero David Barral en el minuto 62. En la décima jornada, disputada el día 7 de noviembre, se estrenó como goleador en el estadio de los Juegos Mediterráneos tras anotar, con un disparo de volea, el tanto que supuso el empate final para el Sporting ante la U. D. Almería.
El 16 de febrero de 2012 llegó a un acuerdo para rescindir su contrato con el Sporting y fichó por el Legia de Varsovia polaco. Jugó su primer partido con el Legia el 26 de febrero ante el Śląsk Wrocław, en el que su equipo logró una victoria a domicilio por 0-4. El 24 de abril se proclamó campeón de la Copa de Polonia, aunque no pudo disputar la final debido a una sanción en la ronda anterior. El día 14 de julio se hizo oficial su incorporación a la plantilla del Huesca. El 10 de octubre de 2013 firmó un contrato con el Greenock Morton F. C. de la First Division escocesa, aunque rescindió su contrato en el mes de diciembre. El 11 de febrero de 2014 se comprometió con el Carlisle United F. C., equipo que decidió no renovar su contrato al término de la temporada tras el descenso a la Football League Two.
El 11 de septiembre se anunció su fichaje por el Carolina RailHawks F. C. estadounidense. El 26 de julio de 2016 firmó un contrato con el Glentoran F. C., del que se desvinculó en mayo de 2017 para abandonar la práctica del fútbol.
El 28 de agosto de 2020, se anuncia su fichaje por el Biggleswade United Football Club en la Novena División inglesa.
En 2023, se incorpora como entrenador asistente al equipo Lexington SC (en Kentucky) de la USL League.

## Clubes
| Club                             | País              | Año             |
| -------------------------------- | ----------------- | --------------- |
| U. D. Somozas                    | España            | 1997-1999       |
| S. D. Huesca                     | España            | 1999-2001       |
| Raith Rovers F. C.               | Escocia           | 2001-2002       |
| Dundee F. C.                     | Escocia           | 2002-2004       |
| Rangers F. C.                    | Escocia           | 2004-2010       |
| Real Sporting de Gijón           | España            | 2010-2012       |
| Legia de Varsovia                | Polonia           | 2012            |
| S. D. Huesca                     | España            | 2012-2013       |
| Greenock Morton F. C.            | Escocia           | 2013            |
| Carlisle United F. C.            | Inglaterra        | 2014            |
| Carolina RailHawks F. C.         | Estados Unidos    | 2014-2015       |
| Glentoran F. C.                  | Irlanda del Norte | 2016-2017       |
| Biggleswade United Football Club | Inglaterra        | 2020-Actualidad |

## Palmarés

### Campeonatos nacionales
| Título          | Club              | País    | Año  |
| --------------- | ----------------- | ------- | ---- |
| Premier League  | Rangers F. C.     | Escocia | 2005 |
| Copa de la Liga | Rangers F. C.     | Escocia | 2005 |
| Copa de Escocia | Rangers F. C.     | Escocia | 2008 |
| Copa de la Liga | Rangers F. C.     | Escocia | 2008 |
| Premier League  | Rangers F. C.     | Escocia | 2009 |
| Copa de Escocia | Rangers F. C.     | Escocia | 2009 |
| Premier League  | Rangers F. C.     | Escocia | 2010 |
| Copa de la Liga | Rangers F. C.     | Escocia | 2010 |
| Copa de Polonia | Legia de Varsovia | Polonia | 2012 |